# Puente Pío Nono
El puente Pío Nono está ubicado en la ciudad de Santiago de Chile, entre las comunas de Santiago y Providencia, y cruza el río Mapocho. Conecta la Avenida Vicuña Mackenna por el sur, con la calle Pío Nono y el barrio Bellavista por el norte, y tiene sentido vehicular sur-norte.

## Historia
El puente actual fue construido en 1984 para reemplazar al puente metálico anterior, que databa de 1892. El puente antiguo fue trasladado sobre el mismo río, a 100 metros al oeste del puente Pío Nono, siendo renombrado como puente Vicente Huidobro y convertido en un teatro y centro cultural.

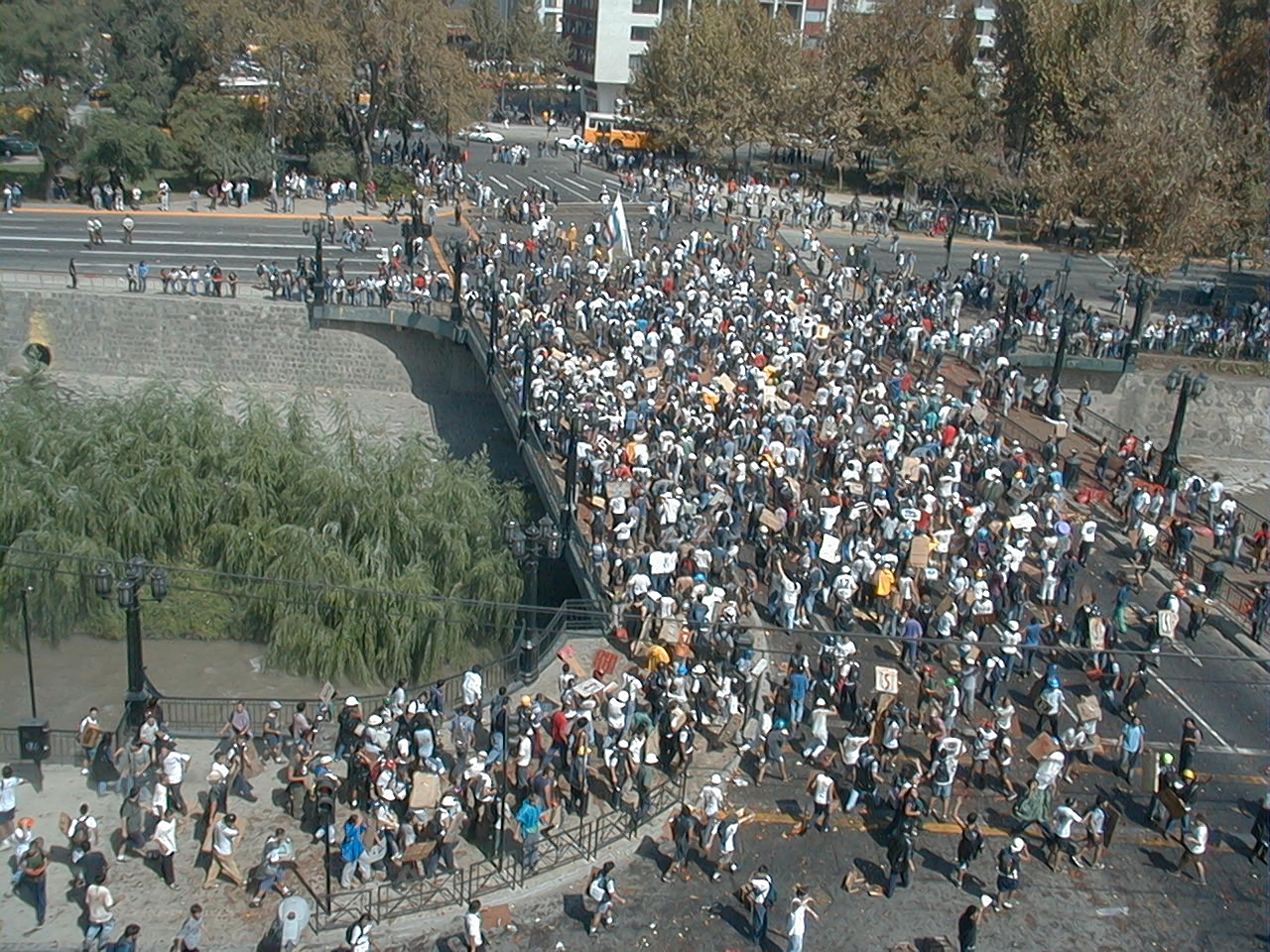
«Guerra del Puente» de 2000.

El puente está rodeado de importantes hitos de la capital chilena, como la Plaza Baquedano, el Parque Forestal y la Facultad de Derecho de la Universidad de Chile. Los estudiantes de esta última han utilizado el puente históricamente con motivo de fiestas, celebraciones y protestas. La tradición más significativa entre éstas era la «Guerra del Puente», que enfrentaba a los «mechones» (estudiantes de primer año) de Derecho con sus pares de Ingeniería de la Universidad de Chile. Dicho enfrentamiento terminó el 23 de marzo de 2000, cuando la actividad se salió de control, dejando alumnos heridos e importantes daños al edificio de la Escuela de Derecho, avaluados en 3,5 millones de pesos.
En 2009 un grupo de deudores habitacionales, agrupados en ANDHA Chile, realizaron un campamento en la ribera norte del Mapocho, bajo el puente Pío Nono, como forma de protesta contra el Gobierno.
En 2018 integró el Circuito callejero de Santiago utilizado por el Santiago ePrix de la Fórmula E.